# Erling Lindahl
Erling Lindahl, född 23 juni 1903 i Bergen, död 8 augusti 1973, var en norsk skådespelare och teaterregissör.
Lindahl scendebuterade som skådespelare 1933 vid Den Nationale Scene. Under många år var han engagerad där samt vid Trondheims Teater innan han 1952 flyttade till Oslo där han engagerades vid Folketeatret och senare vid Oslo Nye Teater. Han avslutade sin karriär åren 1967–1973 vid Riksteatret. Han var känd som en särpräglad karaktärsskådespelare med stor repertoar och spelade såväl klassisk komedi, opera, kabaret och absurd teater. Bland hans roller återfinns Arv i Mascarade, fogden i Brand och Luka i Nattasylet. Han var även engagerad vid radio- och TV-teatern och är ihågkommen som inspektör Carter i radioskådespelet Godaften, mitt navn er Cox.
Vid sidan av teatern verkade Lindahl som filmskådespelare. Han debuterade 1955 i Walter Fyrsts Hjem går vi ikke och medverkade i 21 filmer 1955–1970.
Han regisserade sporadiskt teaterföreställningar, bland annat vid Folketeatret och Oslo Nye Teater. Vid Trondheims Teater iscensatte han revyer.

## Filmografi
- 1955 – Hjem går vi ikke
- 1956 – Kvinnens plass
- 1956 – Toya rymmer
- 1957 – Stevnemøte med glemte år
- 1957 – På slaget åtte
- 1957 – Toya – vilse i fjällen
- 1958 – Människor på flykt
- 1958 – Ut av mørket
- 1958 – Pastor Jarman kommer hjem
- 1958 – De dødes tjern
- 1961 – Den anstendige skjøgen
- 1961 – I faresonen
- 1961 – Norges söner
- 1961 – Hans Nielsen Hauge
- 1962 – Eurydike
- 1963 – Kranes konditori
- 1964 – Alle tiders kupp
- 1964 – Klokker i måneskinn
- 1964 – Nydelige nelliker
- 1966 – Broder Gabrielsen
- 1968 – Smuglere
- 1970 – En hanske